# バラニャイン
バラニャイン(Barañáin)は、スペイン・ナバーラ州のムニシピオ（基礎自治体）。コマルカ（郡）としてはマンコムニダ・デ・ラ・コマルカ・デ・パンプローナにある。州都パンプローナの北東5kmにあり、パンプローナ都市圏に含まれる。

## 政治

### 議会
| バラニャイン議会選挙結果             |            |            |            |            |
| 政党                                 | 2011年選挙 | 2011年選挙 | 2007年選挙 | 2007年選挙 |
| 政党                                 | 得票率     | 議席数     | 得票率     | 議席数     |
| ナバーラ住民連合 (UPN)               | 28.63%     | 7          | 39.21%     | 10         |
| ナファロア・バイ (Na-Bai)            | 17.91%     | 4          | 26.53%     | 6          |
| ナバーラ社会党-社会労働党 (PSN-PSOE) | 15.78%     | 4          | 19.26%     | 4          |
| ビルドゥ                             | 15.32%     | 3          | -          | -          |
| Izquierda-Ezkerra (N)                | 9.12%      | 2          | -          | -          |
| 国民党 (PP)                          | 6.68%      | 1          | -          | -          |
| Izquierda Unida de Navarra (IUN-NEB) | -          | -          | 7.16%      | 1          |

### 市長
| バラニャイン市長 |                                |                           |
| 期間             | 名前                           | 政党                      |
| 1984-1987        | グレゴリオ・クラベロ           | ナバーラ社会党(PSN-PSOE)  |
| 1987-1991        | グレゴリオ・クラベロ           | ナバーラ社会党(PSN-PSOE)  |
| 1991-1995        | グレゴリオ・クラベロ           | ナバーラ社会党(PSN-PSOE)  |
| 1995-1999        | フアン・フェリペ・カルデロン   | ナバーラ住民連合(UPN-PP)  |
| 1999-2003        | ホアキン・オリョキ             | バラニャイン市民独立(CIB) |
| 2003-2007        | ホス・セノシアイン             | ナバーラ社会党(PSN-PSOE)  |
| 2007-2008        | フロレンシオ・ルキ・イリバレン | ナファロア・バイ          |
| 2008             | ホセ・アントニオ・メンディベ   | ナバーラ住民連合(UPN)     |

## 人口
ナバーラ地方の中心都市であるパンプローナから近いこともあって、1960年代以降に急激に市街地化が進んだ自治体である。バラニャインの面積は1.39km2と狭く、1900年から1960年までの人口は60人から100人で推移していたが、1970年には2,500人に、1981年には9,812人に、1986年には14,370人に、1995年には19,759人に爆発的に増大した。2013年の人口は21,120人であり、人口密度は15,194人/km2である。
| バラニャインの人口推移 1900 － 2013                     |
|                                                         |
| 出典:INE（スペイン国立統計局）1900年 - 1991年、1996年 - |